# Dietrich Willers
Dietrich Willers (* 28. Juli 1938 in Rostock) ist ein deutscher klassischer Archäologe und emeritierter Hochschullehrer.

## Leben
Nach der Promotion an der Universität Hamburg (1966) mit der Dissertation Zu den Anfängen der archaistischen Plastik in Griechenland arbeitete Willers von 1968 bis 1972 beim Deutschen Archäologischen Institut in Rom und Athen. Später wurde er an die Universität Bern als ordentlicher Professor für Klassische Archäologie berufen. Seit seiner Berufung an die Universität Bern lebte er in Ostermundigen.
Willers’ Forschungsschwerpunkte sind die antike Plastik und Bauforschung. Er ist korrespondierendes Mitglied des Deutschen Archäologischen Instituts.

## Publikationen (in Auswahl)
- Hadrians panhellenisches Programm. Archäologische Beiträge zur Neugestaltung Athens durch Hadrian (= Antike Kunst. Beiheft 16). Vereinigung der Freunde Antiker Kunst, Basel 1990, ISBN 3-909064-16-7.